# 1-я Костромская гимназия
Пе́рвая Костромска́я гимна́зия (ранее — Костромска́я классическая мужска́я гимна́зия) — мужская классическая гимназия в Костроме (улица Дзержинского, 17).

## Начало образования в Костроме
Ещё в первой половине XVIII века в Костроме за счёт казны была открыта, так называемая Цыфирная школа. В 1786 году, 22 сентября, в Костроме было открыто Главное народное училище. Директором училища был определён капитан 1-го ранга Герман Иванович Шурман. Первоначальное количество учащихся составило 66 человек. Увеличивающееся число воспитанников привело к тому, что в мае 1795 года училище было переведено в здание двухэтажного дома, возведённого ещё до 1790 года лейтенантом флота Н. К. Коптевым, на Верхней Дебре (позднее — ул. Всехсвятская; ныне — ул. Дзержинского, д. 17/11), перешедшее за долги к Приказу общественного призрения. Из преподавателей училища известны: Иван Андреевич Филиповский, Сергей Васильевич Ягодкин, Яков Иванович Протопопов.

## История
В 1804 году училище было преобразовано во всесословную четырёхклассную мужскую гимназию; торжественное открытие её состоялось 15 сентября. Первыми учителями были, в основном, преподаватели Костромской духовной семинарии: Александр Светогорский (математические науки), Яков Протопопов (натуральная история, физика и политэкономия), Герасим Иорданский (латинский язык и изящные науки), Василий Чижев (история, география, статистика и начала философии), Василий Дюфрень (немецкий язык), Тейзер (французский язык), Николай Бекенев (рисование). В год открытия гимназии в ней училось 57 человек, в их числе Иван Шульгин.
Ввиду малого числа учащихся (в 1814 — 29, в 1817 году — всего 17 человек) на первом этаже гимназического здания были устроены квартиры учителей и руководства гимназии.
В 1819 году, в связи с изменениями в уставе гимназий, было возвращено преподавание Закона Божьего (законоучителем стал Василий Флоренский) и введено изучение греческого языка (его стал преподавать священник Иоанн Казанский)
В 1824 году губернским архитектором П. И. Фурсовым было произведена реконструкция учебного комплекса, включившего в себя оба здания и одноэтажный каменный мезонин. Особо выделялся дом с фасадом по Всехсвятской улице. Середина фасада этого здания была выделена небольшим выступом с пилястрами и балконом, на который выходили три высокие двери. Над богато профилированным карнизом возвышался аттик во всю длину крыши, в центре его — скульптурная группа. Все три дома объединялись в единый комплекс решётками красивого рисунка, с воротами и калитками на кирпичных столбах, украшенных вазонами.
Из воспитанников Костромской гимназии этого времени вышли впоследствии такие известные учёные, как географ А. П. Ефремов (друг В. Г. Белинского и Н. В. Станкевича), патологоанатом А. И. Полунин, историк академик И. П. Шульгин и другие.
Преобразование гимназии в семиклассную, по уставу 1828 года, началось только в 1833 году; в мае на педагогическом совете для новых классов было решено сделать три залы из учительских квартир. С сентября 1833 года в гимназии было организовано уже шестиклассное обучение. В это же время, 21 декабря по болезни уволился её директор Бартенев.
Осенью 1834 года, находившийся в Костроме император Николай I, посетив 8 октября гимназию, распорядился передать ей дом губернатора неподалеку (ныне главный корпус КГТУ) и переделать его под нужды гимназии с пансионом. Костромскому губернатору было велено занять прежнее гимназическое здание, которое, однако, некоторое время пустовало, и видный публицист, педагог и общественный деятель А. П. Смирнов, поступивший в гимназию в 1835 году, вспоминал: «это был громадный дом с комнатами, похожими на общественные сараи. Он стоял на горе, которая уступами спускалась к Волге». Переделка нового здания гимназии требовала значительных средств и дворянство Костромской губернии пожертвовало 55000 руб.; работы продолжались два года и только 11 ноября 1836 года здание окончательно поступило в ведение Министерства народного просвещения (благородный пансион при гимназии на 30 воспитанников был открыт в 1838 году).
К 1840 году репутация гимназии была так высока, что был издан указ принимать её выпускников в университеты без вступительных экзаменов. Залогом качественного образования был сильный педагогический состав гимназии. В 1839—1847 гг. её возглавлял Порфирий Иванович Величковский (1807—1876), ранее инспектор Ярославской гимназии. Величковского сменил другой талантливый педагог — Гавриил Киприянович Виноградов (1810—1885), который из Главного педагогического института в 1832 году был направлен сюда преподавателем истории. Квартира директора была в самом здании гимназии, и именно здесь родился П. Г. Виноградов, выдающийся историк-медиевист, академик. Эффективным методом обучения и демократическими убеждениями запомнился ученикам преподаватель математики Н. П. Самойлович, выведенный А. Ф. Писемским в романе «Люди сороковых годов» в образе учителя Дрозденко.
К 1847 году по проекту архитектора Московского учебного округа Рыбакова старое здание было значительно расширено, надстроено, получив объёмную композицию с трёхэтажной центральной частью и двухэтажными боковыми крыльями.
В 1849 году в российских гимназиях был взят курс на обучение, которое бы больше готовило выпускников к практической жизни. Был введён новый предмет — русское законоведение, которое с 1850 года преподавал переведённый из Калужской гимназии Александр Иванович Григорович; уменьшено время изучения латинского языка, а вместо греческого языка с 1852 года стали изучать естественную историю (преподавал её Павел Иванович Шульгин, предположительно, сын одного из первых выпускников гимназии — И. П. Шульгина). В 1865 году началось преобразование гимназии по новому уставу — в классическую. Позднее гимназия была преобразована в восьмиклассную с приготовительным классом.
В 1869 году была освящена домовая гимназическая церковь в честь Сошествия Святого Духа на апостолов. В 1896 году в связи с увеличением числа учащихся была осуществлена надстройка здания ещё одним этажом, — оно стало трёхэтажным с четырёхэтажной центральной частью.
К 1868 году число учащихся в гимназии составил 304 человека.
В 1905 году в Костроме была открыта частная мужская гимназия; её основателем и директором был А. Н. Рождественский. Для гимназии было отдано помещение деревянного «Офицерского клуба»; рядом располагался трёхэтажный пансион. В числе её педагогов были: преподаватель естественных наук Н. Ф. Иорданский и преподаватель истории П. С. Троицкий. В числе её учеников были: Н. М. Волынкин, В. В. Гуссаковский, А. Н. Промптов. В 1914 году эта гимназия получила наименование 2-й Костромской мужской гимназии, а прежняя стала называться 1-й Костромской гимназией.
В 1918 году обе Костромские гимназии были закрыты. В здании 1-й гимназии была открыта средняя школа имени Энгельса; часть здания была передана педагогическому училищу, а затем вновь созданному в 1939 году учительскому институту имени Н. А. Некрасова, который находился здесь до начала Великой Отечественной войны.

## Директора
- 16.07.1812—18.01.1819: Николай Фёдорович Грамматин (Грамотин)
- 18.01.1819—20.12.1833: Юрий Никитич Бартенев
- 27.12.1833—07.04.1839: Павел Петрович Абатуров
- 07.04.1839—25.04.1847: Порфирий Иванович Величковский[9]
- 25.04.1847—20.08.1856: Гавриил Киприанович Виноградов
- 20.08.1856—20.12.1863: Ефим Егорович Егоров
- 20.01.1864—24.07.1869: Станислав Никодимович Мацейовский[вд][10]
- 16.08.1869—01.07.1870: Семён Николаевич Шафранов
- 01.07.1870—1882: Порфирий Николаевич Масленников
- 18.06.1883—1889: Антон Антонович Пречан
- 01.08.1889—1904: Сергей Павлович Лебедев
- 01.08.1904—1906: Викторин Иванович Стовичек
- 01.07.1906—1912: Николай Николаевич Шамонин; с 18.06.1912 — директор 1-й Рязанской гимназии, вместо Н. Я. Самойловича
- 18.06.1912—1916: Николай Яковлевич Самойлович[вд]
- 1916—?: Константин Игнатьевич Добрынин

## Выпускники
См. также Выпускники 1-й Костромской гимназии
В разные годы в Костромской мужской гимназии учились известные литераторы А. Ф. Писемский, А. А. Потехин (вып. 1846), Н. А. Потехин (вып. 1851), этнограф С. В. Максимов (вып. 1850), юрист К. И. Кессель, философы В. В. Розанов и Ф. А. Голубинский, критик и публицист Н. К. Михайловский, экономисты Н. Д. Кондратьев и И. Х. Озеров, историки Ф. И. Успенский и Е. Е. Голубинский, синолог С. М. Георгиевский, металлург К. П. Поленов, петрограф А. А. Полканов, полярный исследователь А. Н. Жохов, церковные деятели: архимандрит Макарий (Глухарёв), епископ Порфирий (Успенский), митрополит Арсений (Москвин) и многие другие деятели науки и культуры.